# Ponerosteus
Ponerosteus là một chi archosauria bị nghi ngờ ban đầu được mô tả là "Iguanodon exogirarum" bởi Antonin Fritsch năm 1878.